# Intel 8085

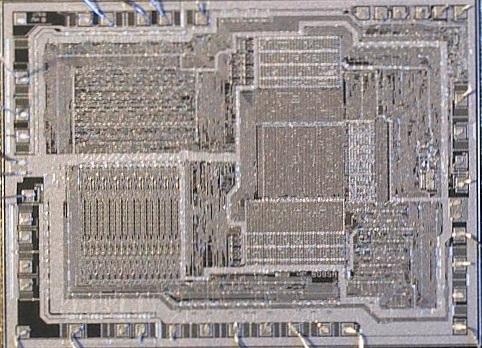
Phần bán dẫn của CPU Intel 8085A

Intel 8085 là bộ vi xử lý 8-bit do Intel sản xuất và được giới thiệu vào tháng 3 năm 1976. Nó là một sản phẩm tương thích phần mềm nhị phân với Intel 8080 nổi tiếng hơn với chỉ hai lệnh nhỏ được thêm vào để hỗ trợ các tính năng đầu vào/đầu ra nối tiếp và ngắt bổ sung. Tuy nhiên, nó đòi hỏi ít mạch hỗ trợ hơn, cho phép xây dựng các hệ thống máy vi tính đơn giản hơn và ít tốn kém hơn.
"5" trong mã số ám chỉ thực tế là 8085 sử dụng nguồn điện + 5 volt (V) duy nhất bằng cách sử dụng các bóng bán dẫn ở chế độ cạn kiệt, thay vì yêu cầu +5 V, −5 V và +12  V cần thiết cho 8080. Khả năng này phù hợp với khả năng của Z80 cạnh tranh, một CPU phổ biến có nguồn gốc 8080 được giới thiệu vào năm trước. Các bộ xử lý này có thể được sử dụng trong các máy tính chạy hệ điều hành CP/M.
8085 được cung cấp trong một gói DIP 40 chân. Để tối đa hóa các chức năng trên các chân có sẵn, 8085 sử dụng bus địa chỉ / dữ liệu được ghép kênh (AD ^ 0-AD ^ 7). Tuy nhiên, mạch 8085 yêu cầu chốt địa chỉ 8 bit, vì vậy Intel đã sản xuất một số chip hỗ trợ có tích hợp chốt địa chỉ. Chúng bao gồm 8755 với chốt địa chỉ, 2 KB EPROM và 16 chân I/O, và 8155 với 256 byte RAM, 22 chân I/O và bộ đếm thời gian lập trình 14 bit. Bus địa chỉ/dữ liệu được ghép kênh làm giảm số lượng rãnh PCB giữa 8085 và bộ nhớ và chip I/O.
Cả 8080 và 8085 đều bị Zilog Z80 dành cho máy tính để bàn làm lu mờ, sản phẩm này đã chiếm lĩnh phần lớn thị trường máy tính CP/M, cũng như thị phần máy tính gia đình đang bùng nổ trong những năm đầu đến giữa những năm 1980.
8085 có tuổi thọ dài như một bộ điều khiển, không nghi ngờ gì nhờ vào I/O nối tiếp tích hợp và năm ngắt ưu tiên, được cho là các tính năng giống như vi điều khiển mà CPU Z80 không có. Sau khi được thiết kế thành các sản phẩm như bộ điều khiển DECtape II và thiết bị đầu cuối video VT102 vào cuối những năm 1970, 8085 đã phục vụ cho việc sản xuất mới trong suốt thời gian tồn tại của các sản phẩm đó. Độ bền này thường dài hơn tuổi thọ sản phẩm của máy tính để bàn.